# John Commons
John Rogers Commons (Hollansburg, 13 ottobre 1862 – Fort Lauderdale, 11 maggio 1945) è stato un economista statunitense, uno dei fondatori dell'istuzionalismo americano, insieme a Thorstein Veblen e Wesley Clair Mitchell. In particolare, studiò l'evoluzione giuridica della proprietà privata e dei beni comuni, e fece una campagna per un capitalismo ragionevole.
Dopo gli studi all'Oberlin College (Ohio), si laureò alla Johns Hopkins University. Successivamente insegnò in varie università, in particolare all'Università del Wisconsin.

## Biografia
John R. Commons nacque a Hollansburg, Ohio, il 13 ottobre 1862. Ebbe un'educazione religiosa che lo portò ad essere un sostenitore della giustizia sociale fin da piccolo. Commons era considerato uno studente povero e soffriva di una malattia mentale mentre studiava. Gli fu permesso di laurearsi senza finire a causa del potenziale visto nella sua intensa determinazione e curiosità. In quel periodo, Commons divenne un seguace dell'economia della "tassa unica" di Henry George.  Portò avanti questo approccio "georgiano" o "ricardiano" all'economia, con particolare attenzione alla terra e alle rendite di monopolio, per tutto il resto della sua vita, inclusa una proposta di imposte sul reddito con aliquote più alte sulle rendite fondiarie.
Dopo essersi diplomato all'Oberlin College, Commons fece due anni di studi universitari alla Johns Hopkins University, dove studiò con Richard T. Ely, ma lasciò senza laurearsi. Dopo gli incarichi all'Oberlin e all'Università dell'Indiana, Commons iniziò a insegnare all'Università di Syracuse nel 1895. Nella primavera del 1899, l'università di Syracuse lo liquidò come un radicale. Alla fine Commons rientrò nel mondo accademico all'Università del Wisconsin nel 1904.
I primi lavori di Commons esemplificarono il suo desiderio di unire gli ideali cristiani con le emergenti scienze sociali della sociologia e dell'economia. Era un frequente collaboratore della rivista Kingdom, fu uno dei fondatori dell'American Institute for Christian Sociology e scrisse un libro nel 1894 intitolato Social Reform and the Church.  Era un sostenitore della legislazione sulla temperanza ed era attivo nel Partito del Proibizionismo nazionale. Nei suoi anni nel Wisconsin, l'erudizione di Commons era diventata meno moralistica e più empirica, e si allontanò da un punto di vista religioso nella sua etica e sociologia.
Lavorò come professore all'Università del Wisconsin fino al 1932. Lì continuò il suo lavoro sulla storia del movimento operaio (culminando nella pubblicazione della Storia del lavoro negli Stati Uniti nel 1918) e con il sostegno del politico e poi senatore Robert M. La Follette Sr., continuò a sviluppare proposte e iniziative legislative e politiche. In particolare, ebbe una grande influenza sul disegno del New Deal avviato dal presidente Franklin D. Roosevelt, che aveva lo scopo di superare gli effetti della Grande Depressione, e fu persino considerato da alcuni il padre intellettuale di questo concetto politico. 
Produsse un indice dei prezzi all'ingrosso per sostenere la necessità di un'espansione governativa dell'offerta di moneta, e poi divenne membro di una commissione industriale nominata dal governo incaricata di portare a compimento un rapporto sull'immigrazione. In seguito fu incaricato di condurre ricerche su questioni fiscali e di relazioni industriali per la National Civics Federation. 
Fino all'inizio degli anni '20, le sue ricerche furono essenzialmente empiriche e si concentrarono principalmente su quelli che allora venivano chiamati "problemi del lavoro". Partecipò all'American Association for Labor Legislation e il suo contributo come professionista culminò con la promulgazione del Wisconsin Unemployment Act nel 1932. La carriera di Commons come teorico non iniziò fino al 1924 con la pubblicazione del suo libro Legal Foundations of Capitalism, in cui tracciò l'evoluzione istituzionale che portò all'emergere del sistema capitalista. Prestò particolare attenzione allo status e all'importanza della proprietà privata. Seguirono altri due lavori nel 1934 (Institutional Economics) e nel 1950 (postumo, The Economics of Collective Action) in cui Commons sintetizzò l'essenza della sua esperienza per farne una sistematizzazione teorica e un quadro analitico a sé stante.

## Opere
- The Legal Foundation of Capitalism (1924)
- Institutional Economics (1934)

### Opere d'autore esclusivo
- The Distribution of Wealth. New York, Macmillan, 1893.
- Social Reform and the Church. New York, Thomas Y. Crowell, 1894.
- Proportional Representation. New York, Crowell, 1896. Seconda edizione: Macmillan, 1907.
- City Government. Albany, NY, University of the State of New York Extension Dept., 1898.
- Races and Immigrants in America. New York, Macmillan, 1907.
- Horace Greeley and the Working Class Origins of the Republican Party. Boston, Ginn and Co., 1909.
- Labor and Administration. New York, Macmillan, 1913.
- Industrial Goodwill. New York, McGraw-Hill Book Co., 1919.
- Trade Unionism and Labor Problems. Boston, Ginn and Co., 1921.
- Legal Foundations of Capitalism. New York, Macmillan, 1924.
- Reasonable Value: A Theory of Volitional Economics Edwards Brothers, 1925
- Institutional Economics. New York, Macmillan, 1934.
- Myself. Madison: University of Wisconsin Press, 1934.

### Opere di cui è coautore
- Commons, John R. and Andrews, J. B. Principles of Labor Legislation. New York, Harper and Bros., 4th ed. 1916
- Commons, John R., e al. History of Labor in the United States. Vols. 1–4. New York, Macmillan, 1918–1935.
- Commons, John R., e al. Industrial Government. New York, Macmillan, 1921.
- Commons, John R.; Parsons, Kenneth H.; Perlman, Selig. The Economics of Collective Action. New York, Macmillan, 1950.